# Ixodes shahi
Ixodes shahi är en fästingart som beskrevs av Clifford, Hoogstraal och Glen M. Kohls 1971. Ixodes shahi ingår i släktet Ixodes och familjen hårda fästingar. Inga underarter finns listade i Catalogue of Life.